# 姫騎士はオークにつかまりました。
『姫騎士はオークにつかまりました。』は、霧山よんによる日本のライトノベル。イラストは霜月えいとが担当している。第28回ファンタジア大賞審査員特別賞受賞作。富士見ファンタジア文庫（KADOKAWA）より2016年2月から同年10月まで刊行された。

## あらすじ
1巻
就職に失敗した里中・オーク・弥太郎は派遣オークとして働きつつ、正社員になるための資金を稼いでいた。オークという種族に生まれながら小柄な体格で大人しい性格だったため、「普通じゃない」ことから自分に自信がなく他人との接触が苦手だったが、盗賊の仕事を派遣で請け負って姫騎士・杏樹と出会ったことから、弥太郎の生活は一変する。杏樹を誘拐したと思ったら全員まとめてドラゴンに連れ去られたり、杏樹を狙う暗殺者と対決したり、大臣の謀略を打ち破ったりとさまざまな出来事に遭遇した弥太郎は、騒々しい仲間たちに囲まれながらも差別することなく自分と接してくれる彼女たちの影響を受け、自分にできることをやり遂げようとする前向きな強さを得始め、現在は「庶務三課」の一員として杏樹のもとで働きながらも正社員を目指していた。
2巻
そんな中、弥太郎はアイドルグループ「グリム・オブ・ラブ」の1人である、かなでと出会う。かなでは「グリム」の中でもダントツの不人気で最下位だったため、グループのアイドルたちからは嫌みを言われ、グループ内でも低い扱いを受けていた。それでもアイドルになるという夢を志し、自分にできることを精一杯やっているかなでを見て、弥太郎は彼女を助けることで今の自分を変えられるのではと考えるようになる。かなではマネージャーの東城から「順位に改善が見られなければクビにする」と通告されるが、「庶務三課」のバックアップと弥太郎の奮闘により人気は一気に躍進する。弥太郎は仲間たちと協力することの大切さを知り、一流アイドルの道を踏み出すかなでを見送った。その直後、弥太郎はかなでからキスをされ、「大人になるまで待っていてほしい」という旨の告白を受ける。半ば勢いで対抗した杏樹も、弥太郎にキスをしてしまう。杏樹は「挨拶」のつもりだったと説明するが、弥太郎の心には納得できないモヤモヤが残り続け、やがて2人は互いに避けるようになってしまう。
3巻（最終巻）
ある日、杏樹は友人であり、トーキライト騎士専門学校の香料を務める龍造寺・ブレイドサージ・涼から相談を受ける。教師たちが一世に引き抜かれてしまったため人員不足に悩んでいるという。そこで弥太郎たち庶務三課の面々が臨時教師として協力することとなった。だが涼の妹である凛は、かつてオークに拉致されたという過去から異種族を蹴義らう「純潔派」となっていた。当初、弥太郎は彼女からつらく当てられたものの、交流を繰り返すことで次第に軟化していった。その最中、異種族をモリタニアから追い出すという法案が挙がる。これに対しテロ組織「異種族解放同盟」が学校を占拠、杏樹や凛も囚われの身となってしまう。更にテロリストたちは、杏樹を見せしめに公開処刑することで「異種族は怒らせると怖い」と知らしめ、法案を取り下げさせようとする。弥太郎は、これまで出会った仲間たちの助力を得て杏樹たちの救出に向かう。そこには純潔も異種族も関係なく、誰もが一丸となって弥太郎を援護する。凛も過去のトラウマからオークに怯えていただけで、その弱さを誤魔化すために純潔派を演じていたに過ぎないと自覚する。テロリストのほとんどは佐々木と協力した凛によって打ち倒され、その間に弥太郎は杏樹の元へ駆けつけ、異種族解放同盟のリーダーの首を締めあげて失神させた。処刑寸前だった杏樹も佐々木の奇行によって助けられ事なきを得た。その顛末は全国に報道され、オークと姫騎士の恋物語として人々の胸を打った。こうして異種族を追い出すという法案は取り下げられ、二度と上がることはなかった。事件解決後、弥太郎は杏樹から改めて告白を受ける。その返答として姫騎士とキスを交わした。

## 登場人物

### 庶務三課
本作における主要キャラクターたち。
里中・オーク・弥太郎（さとなか・オーク・やたろう）
主人公兼ツッコミ役。派遣オーク。18歳。710年11月9日生まれ。自他共に認める草食系オークで、体格は同族の中では小さめだが力は人間よりずっと強い。元々はカイワレ大根農家の息子だったが「せめて普通になりたい」「社会の歯車になりたい」という思いを胸にトーキライトへとやってきたが、容姿のせいで面接官たちから「力仕事は任せられない」と低い評価を受け続けたせいで就職に失敗。以降は自分に対する自信を喪失してしまい、「派遣は正社員には逆らえない」と考え、派遣オークとして悪事にも手を染めていたが、1巻での事件を得て現在は杏樹の元で「庶務三課」に直接雇用され、派遣として働いている。仲間たちと出会ったことで価値観に囚われず、自分にできることを精一杯のことをやろうという前向きな強さを手に入れつつある。
実際は「自分をちっぽけな存在と認めたくなかった」から「変化」を恐れ、何よりも他者からの「好意」を恐れ、「普通」であることを目指すことで自分の気持ちを誤魔化していたにすぎなかった。しかし、こんな自分でも必要としてくれている人たちがいることを受け入れ、終盤では杏樹の公開処刑を行おうとしていた過激派のリーダーたちを打ち倒し、杏樹のもとへ駆けつけた。助ける際に交わした愛の告白はネットで全国中継されており、「オークと姫騎士の恋」がモリタニア中に知られることとなり異種族排斥法案が上がってくることはなくなったという。その後、エピローグにて杏樹から改めて告白され、キスをすることで返答とした。
島津・ナイト・杏樹（しまづ・ナイト・あんじゅ）
ヒロイン。人間の姫騎士。17歳。711年12月24日生まれ。肩書きは「王立騎士団団長」。武器はレイピア。体術においても武器を持った暗殺者2人と素手で戦えるくらい強い。作中においては弥太郎と交代する形で視点主となり、一人称での語り部を務める。
戦時中だった各国を説得してモリタニア連合国を提唱した「島津・ナイト・杏子」の子孫にあたる。いずれは家督を継いで十二代目になるらしい。この世界では人間は15歳から大人として扱われ、20歳を過ぎると嫁き遅れとされるため婚期にありつこうと必死。20歳までに結婚して寿退社しようと考えているが上手くいかない。友達たちは次々と結婚ラッシュで先立ち、杏樹は王族なのでそれなりのご祝儀を出さないと行けなかったり、合コンに行けば婚期を焦っていると週刊誌に叩かれたりネットで詮索されたりするので、婚活することもできないなどなど日常生活はかなり不満だらけだった。また仕事とプライベートはわけるタイプ（自称）。一方で、わがままで自分勝手で泣き虫。「姫騎士らしくない」「器が小さい」など散々な評価を受けている。
一度は大臣の謀略によって弥太郎たちに誘拐されたが、ドラゴンの炎から身を挺してかばってくれた弥太郎に好意を持つようになった。その後、罪を償い「庶務三課」に配属された弥太郎たちの上司となる。以降は遥香の気持ちを知りながらも弥太郎に対する思いは隠しきれず、遠回しに何度か「好き」と述べているが素直になれないため誤魔化してしまう。
終盤では「異種族解放同盟」に拉致され、異種族排斥法案を取り下げる道具として公開処刑されかけるが、駆け付けた弥太郎や佐々木たちによって救出された。エピローグでは改めて弥太郎に告白し、彼から返答としてキスをもらうのだった。
佐々木・ウォーロック・総司（ささき・ウォーロック・そうじ）
自称「元素の支配者（エレメンタルマスター）」。16歳。712年4月1日生まれ。履歴書によれば付属高校を中退している。人間の元ホストでバカだけど大魔導士を目指している。理由は「ビッグになりたいから」。同じ派遣会社に入り弥太郎と知り合ってからは彼を先輩と呼び慕う。底抜けに明るく細かいことはあまり気にしない性格。メンバーの中では一番扱いが低い。彼女がおり同棲している（いわゆるヒモらしい）。1巻での一連の事件を得て「庶務三課」に直接雇用され派遣となった。庶務三課の中では最年少。仕事には熱意を入れているが勝手なアレンジなどをするためキチンとこなせていない。
魔法に関しては怪しげな雑誌で学んでいることからしょうもないものばかり。範囲内の相手をランダムに強制発情させる『ムラムラム』やパンチラする程度の風を起こす『風魔法チラリ』などがある。しかし大臣の悪事をたまたま撮影して動画としてネットに上げたり、ドランで弥太郎のピンチに駆け付けるなど作中において重要な局面を左右することが多い。最終巻では処刑されかけた杏樹を救い出すという離れ業までやってのけた。
ドラン
佐々木が飼いだしたドラゴンのペット。登場当初は幼体で佐々木に懐いたことから飼われることになり、急成長して見事な成体となった。人語は喋れないがなぜか佐々木には言葉の意味が分かるため意思疎通ができる。
本間・エルフェン・遥香（ほんま・エルフェン・はるか）
職場のアイドル。天然で清純なエルフ。18歳。710年3月3日生まれ。杏樹と同じく、ドラゴンの炎から庇ってもらったことで弥太郎に好意を持つようになる。元々は騎士やアイドルを志していた時期もあるが、天然のためうっかりミスで試験に参加できず派遣に身を落としていた。そのことからカッコいい女性に憧れており、杏樹を尊敬している。1巻での一連の事件を得て「庶務三課」に直接雇用され派遣となった。
今でも騎士を目指しており「トーキライト騎士専門学校」に入学し、仕事のない日は学生として過ごしている。後に両親との会話がきっかけで弥太郎を「恋人」として紹介することになってしまうが、両親と引き合わせたその席で遥香は弥太郎に告白。しかし弥太郎の中には既に杏樹がおり、自分の気持ちに気づいた彼から断られてしまった。それでも涙を隠して笑顔で弥太郎と接し、彼が好きな相手のことを察したように身を引いていた。
上田・ダクエル・梨衣音（うえだ・ダクエル・りいね）
聖職者（僧侶）だが性食者。夜の嬢王を目指す下ネタエルフ。愛称は「リーネ」。年齢不詳。7月21日生まれ。履歴書においても学生として過ごしていた時期は不明とされている。履歴書によれば短期大学の卒業生でこの時に神学を学んだ模様。1巻での事件を得て僧侶からガールズバー「ラブジュース」の経営者へと転職した。趣味は男漁りで現在は弥太郎の一物に興味津々。隙あらば、と狙っている。今でも弥太郎たちとは友人であり、庶務三課の協力者として登場する。ただし2巻3巻において登場するのはどちらも終盤のため出番は少なめ。
一巻の時点ではカフェモカ肌のエルフと紹介されていたが、2巻ではダークエルフと紹介されている。
最終巻では過激派の注意を引くべくかなでと共にライブに参加し、セクシーダンサーとして囮役を担った。

### アイドルグループ「グリム・オブ・ラブ」
多数の事務所から集ったアイドルたちで構成される、モリタニアでも人気のある女性アイドルグループ。ファンからの投票によって順位が決定され、最下位にはマネージャーはおろかガードマンすらつかないなど扱いの差が激しい。
宇佐美・デミット・かなで（うさみ・デミット・かなで）
「グリム」に所属するアイドルの1人。順位は最下位。年齢14歳。兎の耳を生やしたデミヒューマン。愛称は「うさみん」。順位のせいと事務所の杜撰さから扱いは低く、マネージャーはおらずガードマンがつくこともないという不遇な扱いを受け、更には事務所が受ける依頼のせいでヒーローショーや野菜市などを中心にライブを始めていたためファンは皆無。主にお年寄りや子供の相手をさせられていた。それでも嫌な顔一つせず仕事をこなし、諦めずに活動していたが東城から「順位に改善が見られなければクビにする」と通告されてしまう。今回の総選挙を最後にしようと半ば諦めかけていた時に弥太郎と出会い、苦境の中でもアイドルでいようというシンデレラのようなひた向きな生き様に感動されたことから彼に支えられることとなる。
暇さえあれば体を鍛えており、小柄な見た目に反して膂力はものすごく強い。その怪力を活かしてアルバイトでは引っ越し屋を行っている。誠実でよく働くので職場の人間から信頼されている。
貝原・オーク・彩乃（かいはら・オーク・あやの）
「グリム」に所属するアイドルの1人。順位は1位。愛称は「あやのん」。モリタニアでもトップクラスのアイドルであり、オークでありながら『千年に一度のオーク』と呼ばれる絶世の美女として人気が高い。また有名人だからといって傲慢な態度や嫌みなところはまったくなく、臨時スタッフに過ぎなかった弥太郎たちに挨拶したり、かなでに絡む吉田美奈を窘め追い払ったこともある。元々はかなでと同じ事務所に所属していたが、その高い上昇志向とプライドから周囲と軋轢が生じ、やがて今の事務所へと移っていった。ライブ中にたまたま何度か佐々木と目が合ったことで一方的に彼女と思われている。「オーク」姓だが弥太郎の親族というわけではない。
東城・シュレディンガー・美咲（とうじょう・シュレディンガー・みさき）
「貝原彩乃」のマネージャーを務める女性。猫の耳を生やしたデミヒューマン。クールで仕事のできる佇まいで、実際に仕事には厳しい性格。杏樹とは相性が悪く失言の応酬を繰り広げた。最下位続きのかなでに「順位に改善が見られなければクビにする」と通告する。かなでの順位は大幅に改善されたため、約束を守ったばかりか彩乃とのユニットを組むことまで認めた。弥太郎のことはかなでの恩人と考えており、去り際には立派なマネージャーであることを褒めていた。
吉田 美奈（よしだ みな）
「グリム」に所属するアイドルの1人。順位は50位前後。エルフの女性。実家が超金持ちでコネを使って「グリム」に入ったという黒い噂がある。アイドルらしい可愛さはまったくなく、強い者には媚び、弱い者には強気に出て嫌みを言う性格。特にかなでをバカにしている。いつも取り巻きらしき同僚を数人連れている。かなでのライブを邪魔するべく裏社会の悪党たちを使って妨害を企んだが失敗。後に東城が背景を調べたことで明るみとなりクビとなったことが語られた。

### トーキライト騎士専門学校
姫騎士・女騎士の養成学校。二年制。所謂女子高。
龍造寺・ブレイドサージ・涼（りゅうぞうじ・ブレイドサージ・りょう）
貴族・龍造寺家の長女にして騎士専門学校の校長を務める女性。父親は政治家として手腕を振るっているので実質的に彼女が当主として活動している。杏樹とは中学時代からの親友。騎士専門学校の教師たちが一気に引き抜かれてしまったため、杏樹に協力を求める。
龍造寺・ブレイドサージ・凛（りゅうぞうじ・ブレイドサージ・りん）
涼の妹。自身も騎士専門学校に在籍しており、生徒会長を務める。学校では人気者で彼女の服装をマネして銀の鎧で投稿する女子が多い。
姫騎士である杏樹のことは尊敬しており礼儀正しく接するが、異種族排斥を唱える純血派であり、弥太郎や遥香など異種族を嫌悪している。幼少時、異種族排斥に反対する一派（オーク）から拉致された過去があり、その時の恐怖から異種族を嫌悪するようになった。当初は弥太郎につらく当たっていたが、身体能力では遠く及ばないばかりか二度も助けられたことで自信を失っていき、また弥太郎を「いいオーク」と認めるようになる。しかし自分を「弱い」と認めたくないばかりに弥太郎に対して勝負を挑んだり張り合う姿勢を取り続けていた。終盤では杏樹や遥香らと共に「異種族解放同盟」に監禁されてしまい、恐怖の余り何もできなかったばかりか杏樹が身代わりになる形で助けられてしまい、恐慌状態になってしまうが弥太郎に叱咤されたことで復活。「過去の経験からオークを怖がっていた。だから強くなろうとしていた」ことを受け入れ、佐々木と共に陽動を担当し過激派のメンバーの殆どを打ち倒した。
エピローグでは純血派であった父親に「いい異種族もいれば悪い人間もいる」ことを説き、改心させたことが語られた。

### トーキライト城
トーキライトの中央に位置する王国の中核。
トーキライト国王
杏樹の父親。2年前から身体が悪く臥せっており、仕事のほうは杏樹が担当している。誘拐された杏樹を連れて弥太郎たちが城を訪れると、病床の身を押して自ら謁見に応じたり、富も名声もいらないという弥太郎の言葉を聞き褒め称えるなど誠実な性格をしている。
その誠実さが災いし、弥太郎の「内定をください」という頼みを聞くことはできなかった。3巻のエピローグでは弥太郎と杏樹の関係を祝福しており、子供が生まれることを待ち望んでいるという。
伊達ちゃん（だてちゃん）
2巻から登場。杏樹に仕えるメイド。黒髪おさげの女性でメガネをかけている。笑うと邪悪な笑みになる。杏樹に呼び出されたらありえない速度ですぐに駆け付ける。杏樹曰く「完璧超人」。杏樹のわがままに小言を言いながらも気遣いは忘れない。
百目鬼 司（どうめき つかさ）
1巻に登場。モリタニア王国の総務大臣。種族は不明。眉目秀麗だが実はナルシストの上にマザコン。本性は自らを「勝ち組」と考え、他者を「バカな国民」と見下し、目的のためならば手段を択ばない卑劣漢。杏樹と結婚して王位につこうと企んでおり、その一環として何度もデートに誘ったりなどしてモーションをかけているが嫌われているためまったく相手にされていない。それは大臣も同じであり「嫁き遅れのお転婆」と内心ではバカにしており結婚によって得られる権力しか頭にない。ついには盗賊団に依頼し、杏樹の誘拐計画を企て自分で助けに行くことで「救国の英雄」として君臨しようとしていた。しかし思わぬ不運と弥太郎たちの活躍によって妨害される。当初は素知らぬ顔で裁判官として弥太郎たちに王女誘拐の罪で死刑判決を言い渡すが、杏樹の強引な弁護によって遮られると今度は本性と目的を弥太郎たちに明かし、内定を保証すると条件を付け協力者に勧誘していた。「派遣は勝ち組である自分には逆らえない。拒否権はない」という考え方をしており、「派遣は正社員には逆らえない」という弥太郎の思考と似通った部分を持つ。そのまま自らの手で自作自演の筋書きを描き再度計画を実行に移すが、佐々木が撮っていた動画に自身の悪事が記録されていたことを知り逆上。言いなりになっていた弥太郎にまで反旗を翻されてしまう。剣を手に襲い掛かるも弥太郎に殴り倒されてお縄となった。王女誘拐の黒幕として本来なら死刑判決にもできたが、杏樹の計らい（嫌がらせ）により終身刑となり牢獄送りとなった。
杏樹からは「あいつと結婚するくらいなら死にたい」「こんな相手なら佐々木のほうがマシ」と言われている。嫌われている原因は、調子に乗って王立騎士団の面々をリストラさせたことで杏樹の仕事量を増やしたから。人手不足で忙しくて手が回らない、という状況を生み出しそれが国民の不平不満となり、その攻撃対象として杏樹の評価が下がるという悪循環を作ってしまった。更に彼の悪事が明るみに出たことで王家に対する不信感がうなぎ登りであるという。
龍造寺・ブレイドサージ・慶次（りゅうぞうじ・ブレイドサージ・けいじ）
政治家。貴族。弥太郎曰く「怖い顔したおじさん」。龍造寺家は学校経営を手広くやっているが慶次自身は経営から手を引いており、実質当主の座は娘の涼が就いている。かつては純血派の中でも鳩派だったが、異種族排斥に反対する一派に次女・凛を拉致されてから豹変。鷹派となり強硬に異種族排斥を唱え続けている。弥太郎たちを「姫様子飼いのおもちゃ」と見てさげすんでいた。現在も異種族排斥法案を挙げており、これが反対派によるテロ行為につながってしまう。反対派に凛や杏樹を拉致された際は強硬な手段を用いてでも法案を通し異種族をモリタニアから追放しようという心構えだったが、弥太郎や遥香、佐々木らが力を合わせて事件を解決してからは改心し、弥太郎にお礼を述べた後「生き方は簡単には変えられない。しかしこの国はそうではない」と告げ、立ち去っていった。

### その他
同僚のオーク
1巻に登場。日雇い派遣大手「ダークネスワーク」で働いていた派遣オーク。弥太郎の同僚に当たる。いい意味でも悪い意味でも「オークらしい人物」であり、弥太郎を飲み会に誘おうと気さくに声をかけてきたりしたが、再登場した際は大臣の手先となっており、多数のオークたちを率いて杏樹を捕らえ凌辱しようとしていた。弥太郎も仲間に加えようとしたが拒否されたとならば迷わず痛めつけるなど、まさに「欲望に忠実な感じ」だった。弥太郎がやられている間に佐々木が発動させた魔法により雨をローションに変えられてしまい、仲間たちと共に滑って身動きが取れなくなり弥太郎たちを取り逃がしてしまう。その後の行方は不明。
2人組の暗殺者
1巻に登場した2人組の暗殺者。片方はバリトンボイスで、もう片方はムキムキ体型なのに少年のような幼い声をしている。当初は蝋人形に化けていた。杏樹の命を狙った刺客として登場したが背景は不明。弥太郎に致命傷を負わせたことで杏樹の怒りを買いノックアウトされ、そのまま放置されてから登場していない。
異種族解放同盟のリーダー
オークの男性。「異種族解放同盟」の頭をはっている。体格は弥太郎よりも一回りも二回りも大きい。本作における最終的な敵。
異種族排斥法案を阻止するべく龍造寺家の次女・凛を監禁する。占拠の目的は「こういうことをすれば人間は俺たちを怖いと思う。そしたら排斥なんか考えない」というもの。自らを「善良な市民」と述べているが、見せしめにネットを利用して杏樹の公開処刑を行おうとするなど根は残忍。チンピラみたいな喋り方をしたり、かと思えば嘲るような敬語を使ったり、弥太郎みたいな口調まで使う。杏樹を助けるべく乗り込んできた弥太郎と対決するが、異種族の愛を貫く弥太郎には敵わず首を締め上げられ窒息寸前になってダウンした。
リーダーの弟分
小柄なデミの男。語尾に「～っす」とつけたりするなど佐々木と似た喋り方をする。根はスケベ。過激派の中でも地位はある方らしく下っ端に命令していた。杏樹の処刑を阻止するべく乗り込んできた弥太郎に襲い掛かるが、一発でぶっ飛ばされノックアウトされた。

## 用語
人間
ポピュラーな種族。作中では杏樹や佐々木が該当する。特にこれといった特徴もないため種族の紹介がされないことが多い。しかしこの世界の人間は15歳から大人として扱われ、20歳を過ぎたら「嫁き遅れ」として扱われるため、その前に結婚することが多い。異種族排斥を唱える者もおり、人間以外の種族を毛嫌いする者もいる。
エルフ
人間に近い容姿だが長く尖った耳を持つ種族。作中では遥香が該当する。弥太郎によれば寿命の概念を考える必要がないらしい。また弓矢の扱いが得意だという。寿命の概念が人間とは違うため婚期に関しては特に焦ることもないらしい。
ダークエルフ
エルフの容姿に褐色の肌を持った種族。作中ではリーネが該当する。魔法が使用可能。
デミヒューマン
兎や猫の耳などを生やした種族。そういう部分を除けば容姿は人間に近い。作中ではかなでと東城が該当する。弥太郎によれば手先が器用な種族とのこと。
オーク
身体が大きく人間離れしたカビ色の皮膚とブタに近い鼻を持つ。また身体が頑丈で生命力が高い。作中では弥太郎や彩乃が該当する。弥太郎によれば「種族としては、力が強く低能で欲望に支配されている感じ」だという。大陸中央に位置する活火山であるフジマウント火山周辺に住居を形成している。年中噴火しているらしい。『第二次モリタニア紛争（後述）』において各国の権力者から「住居を保証する」という条件で傭兵として雇われ、戦争を泥沼化させたことから評判は良くないという。
ドラゴン
見上げるほどの巨躯と頑丈な皮膚を持った凶暴な種族。作中ではドランが該当する。人間ではまず勝てないほどの強さを誇っており、口腔からは灼熱の炎を吐き出して攻撃したり、双翼による高度の飛行能力を持つ。一般的には危険な存在として知られており町中に現れたらパニックになるほど。ただし幼体の内から飼いならされていれば凶暴性はまったくなく、意味もなく人間を攻撃したりしない。また人語は喋れないが意思疎通は可能。幼体の姿は大きなトカゲに酷似している。
魔法使い
名前の通り、魔法を行使する者を指す。種族によって得手不得手があるらしく人間では扱えない（もしくは扱いにくい）というのが常識の模様。ただし杏樹の独曰で「騎士学校で回復魔法の一つでも覚えておくんだった」というものがある。
エン
この世界のお金の単位。
第二次モリタニア紛争
一つの大陸に住む様々な種族たちの小競り合いから戦争に発展してしまった出来事を指す。「島津・ナイト・杏子」が和平を唱えたことにより戦争は収束し、モリタニア連合国が形成された。
モリタニア大陸
様々な種族が暮らす本作の舞台。中央にある活火山の周辺にはオークが住み、その他の地域には人間、エルフ、ダークエルフ、デミヒューマンが暮らしている。
モリタニア連合国（王国）
戦争をしていた各国が和平のために手を取り合ったことで生まれた連合国家。和平を唱えたのはトーキライトの「島津・ナイト・杏子」。単にモリタニアと呼ばれることが多い。現在絶賛不景気中。
トーキライト
物語の主な舞台となる都市。シンジュ区、ギロッポンなど様々な区画に分かれている。中央には島津家の住居であるトーキライト城も存在する。
王立騎士団
トーキライトの治安維持と専守防衛を主とする組織。トップは島津・ナイト・杏樹。庶務三課、警備課というように様々な課が存在する模様。
庶務三課
弥太郎たちが派遣として所属する課。トーキライト城の地下二階が詰所となっており、換気扇の清掃から庭師など様々な雑用を請け負う。
日雇い派遣大手「ダークネスワーク」
物語の当初、弥太郎と佐々木と遥香が務めていた派遣会社。稼ぎがいい反面、盗賊の仕事までさせる真黒な企業であり後に杏樹誘拐の悪事が露見して行政処分により一年間の営業停止となった。また計画に加担した企業と盗賊団のトップたちも死刑を言い渡されたという。実際は真の黒幕である百目鬼大臣の計画を請け負った盗賊団が、自らの手を汚したくないということで依頼したというのが真相。
純血派
人間こそが種族の頂点に立つべきと考え、異種族を不要な存在と見る者たち。
異種族排斥法案
モリタニアからオークやデミ、エルフなどの異種族を追放を唱える法案。特に政治家である龍造寺慶次はかなりの強硬派で知られる。終盤で弥太郎による杏樹の救出劇（という名の告白）が全国に放映されたため、「オークと姫騎士の恋」が周知されたことでこの法案が上がることはなくなった。
異種族解放同盟
本作における最終的な敵対勢力。異種族排斥法案を取り下げさせるべく騎士専門学校を占拠し、杏樹や凛らを監禁した。「異種族を恐れさせることで排斥させないようにする」という考え方をしており、かなりの過激派。

## 評価
第28回ファンタジア大賞にて審査員特別賞を受賞した。同賞で審査員を務めた石踏一榮は本作を以下のように評している。

## 既刊一覧
- 霧山よん（著）・霜月えいと（イラスト） 『姫騎士はオークにつかまりました。』 KADOKAWA〈富士見ファンタジア文庫〉、全3巻
  1. 2016年2月20日発売[15]、ISBN 978-4-04-070816-4
  2. 2016年6月18日発売[16]、ISBN 978-4-04-070819-5
  3. 2016年10月20日発売[17]、ISBN 978-4-04-072026-5